# Kobîleciciîna, Zolociv
Kobîleciciîna (în ucraineană Кобилеччина) este un sat în comuna Strutîn din raionul Zolociv, regiunea Liov, Ucraina.

## Demografie
Componența lingvistică a localității Kobîleciciîna
     Ucraineană (100%)
Conform recensământului din 2001, toată populația localității Kobîleciciîna era vorbitoare de ucraineană (100%).